# Nordstern (ville)
Pour l’article homonyme, voir Nordstern.

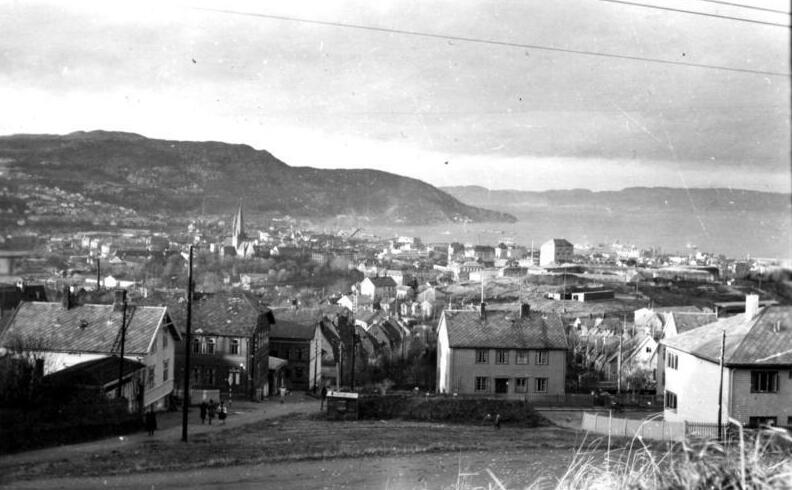
Photo d'archives allemande de Trondheim et du fjord de Trondheim, novembre 1942.

Nordstern (en français : « Etoile du Nord »), souvent appelée à tort Neu Drontheim (en français : « Nouvelle Trondheim »), est le plan nazi pour la création d'une nouvelle métropole allemande en Norvège occupée par les Allemands pendant la Seconde Guerre mondiale. 
La ville était supposée recevoir une population d'environ 250 000 à 300 000 habitants.
Le chantier de construction de la ville était situé à 15–20 km au sud-ouest de la ville norvégienne de Trondheim. En raison de l'importance stratégique significative du fjord de Trondheim pour l'armée allemande, la ville devait être construite en conjonction avec une importante base navale et militaire qui donnerait à l'Allemagne un contrôle maritime sans précédent sur la région de l'Atlantique Nord, une décision ardemment soutenue par les Grands-amiraux Erich Raeder et Karl Dönitz. 
Le dirigeant allemand Adolf Hitler envisageait que la ville devienne « un Singapour allemand », devenant finalement l'un de ses projets architecturaux préférés,. Pendant la guerre elle-même, la ville portuaire est déjà transformée en une base majeure pour les sous-marins allemands U-boot. La base militaire proprement dite est nommée Dora I.

## Importance stratégique
La conquête de la Norvège par la Wehrmacht offre à la direction militaire du Troisième Reich de nouvelles opportunités d'expansion. La ville de Trondheim et la baie qui l'accompagne ont été déterminées comme étant stratégiquement très favorablement situées pour plusieurs raisons.
Un exemple notable de ces avantages est le cas du cuirassé Tirpitz', qui devait être continuellement renvoyé en Allemagne pour toutes les réparations supplémentaires dont il avait besoin. En raison de sa taille, il n'y avait tout simplement pas d'autres quais dans le nord assez grands pour l'accueillir. Après l'échec de la Luftwaffe à maîtriser la Grande-Bretagne lors de la bataille d'Angleterre par la seule puissance aérienne, il a été reconnu que la lutte pour les Îles Britanniques devrait être menée et gagnée en mer. En outre, la ville serait d'une importance majeure si la Kriegsmarine devait poursuivre des opérations plus étendues dans l'Atlantique dans un proche avenir, par exemple si les États-Unis devaient s'engager dans une guerre avec elle. Ces motivations et d'autres - telles que les expéditions suédoises de minerai de fer de Narvik - ont conduit l'Oberkommando der Wehrmacht (haut commandement des forces armées) à classer la possession de la Norvège en général et de Trondheim en particulier comme stratégiquement vitale pour l'effort de guerre allemand.

## Histoire
Les travaux préparatoires sur la possibilité de transformer la baie autour de Trondheim en une nouvelle base navale allemande avaient déjà commencé au quartier général du Führer avant que le projet ne soit officiellement commandé par Hitler en 1941. En tant que possession allemande permanente, il a été reconnu que certaines dispositions devraient être prises pour ses marins résidents et leurs familles qui les accompagnent. Hitler a conclu que ce nouveau port rendrait inévitable la construction d'une ville d'accompagnement, avec des logements pour 250 000 habitants. Il a surnommé la nouvelle colonie Nordstern ("Étoile du Nord"). 
Pour organiser et mener à bien la planification nécessaire au nouveau projet, Hitler nomma Albert Speer, à l'époque son architecte préféré et plus tard ministre de l'Armement dans son gouvernement. Le 1er mai 1941, Speer reçut les informations nécessaires sur les exigences spatiales et structurelles d'un grand chantier naval du Vizeadmiral Werner Fuchs (de) de l'Oberkommando der Marine (Haut Commandement Naval). Il rend compte à Hitler du projet à la Chancellerie du Reich à Berlin, accompagné du Großadmiral Erich Raeder le 21 juin. Au cours de cette réunion, Hitler détermine le site de construction précis de la ville, tout en décidant également qu'une grande base sous-marine souterraine devait être projetée dans les falaises de granite. Il a en outre discuté de la future ville et de sa base militaire lors d'une conférence sur les armements le 13 mai 1942. 
En 1943, les premières détonations au sol commencent. Pour fournir de la main-d'œuvre au chantier, un camp de prisonniers de guerre est construit à Øysand. Une piste d'atterrissage de réserve pour les avions a également été mise en place. Des cartes spéciales ont été préparées pour Hitler à partir desquelles il a étudié les positions optimales des quais et des structures d'accompagnement. Un modèle miniature de plusieurs mètres de large et très détaillé a également été construit pour lui, qui a été détruit lors d'un bombardement allié à Berlin en 1945.

### Abandon du projet
Après que le cours de la guerre s'est retourné contre l'Allemagne, la construction a finalement été arrêtée et suspendue indéfiniment. Après la destruction du Tirpitz en novembre 1944, la majeure partie de la direction navale fut limogée et le plan abandonné définitivement. 
Les quelques vestiges existants des fondations en béton sont encore visibles sur les rives du fjord de Trondheim.

## Emplacement, taille et plans
Il a été décidé que la ville devait être construite dans les zones humides d'Øysand. Elle était censée fournir des logements à environ 300 000 habitants allemands (plus de trois fois la taille de Trondheim des années 1940), et à cette fin 55 000 maisons résidentielles devaient être construites sur une superficie d'environ 300 hectares. La ville devait également abriter un énorme musée d'art pour la partie nord de l'Empire allemand, contenant « uniquement des œuvres de maîtres allemands ». Une autoroute devait être construite jusqu'à Trondheim à travers les petites et grandes ceintures du Danemark et plus loin à travers le sud-ouest de la Suède et de la Norvège pour relier l'avant-poste nord à l'Allemagne proprement dite.
La base navale elle-même devait contenir de vastes chantiers navals, des quais et des bases de sous-marins pour la marine allemande d'après-guerre qui devait se composer au total de plusieurs centaines de sous-marins et de dizaines de super-cuirassés, ainsi que de plusieurs porte-avions. Selon les mots d'Hitler, cela ferait de l'emprise de l'Empire britannique sur Singapour un « simple jeu d'enfant » par rapport à un bastion militaire.

## Mur de l'Atlantique
En tant que l'une des bases navales les plus importantes d'Allemagne dans un futur proche, la ville a joué un rôle important dans les plans allemands pour une version massivement agrandie du mur de l'Atlantique. 
Lors des procès de Nuremberg, il a été admis qu'Hitler avait l'intention de conserver non seulement Trondheim, mais aussi de nombreuses autres villes maritimes telles que Brest et Cherbourg en France en tant qu'enclaves allemandes pour le Troisième Reich. Nordstern serait donc l'une des nombreuses quasi-colonies militaires avec des habitants presque exclusivement allemands.
Avec d'autres villes et chaînes d'îles d'Europe et d'Afrique, elle devait faire partie d'une chaîne de bases militaires allemandes qui s'étendraient sur toute la côte atlantique de la Norvège jusqu'au Congo belge. Il s'agissait d'aider l'Allemagne à établir un vaste domaine colonial d'outre-mer en Afrique centrale connu sous le nom de Mittelafrika, et était également destiné à des opérations offensives et défensives contre l'hémisphère occidental, en particulier les États-Unis.